# Willy Gysi
Willy Gysi (født 9. januar 1918) var en schweizisk håndboldspiller som deltog under Sommer-OL 1936.
Han var en del af det schweiziske håndboldlandshold, som vandt en bronzemedalje. Han spillede i to kampe som målmand.